# Tlaloc

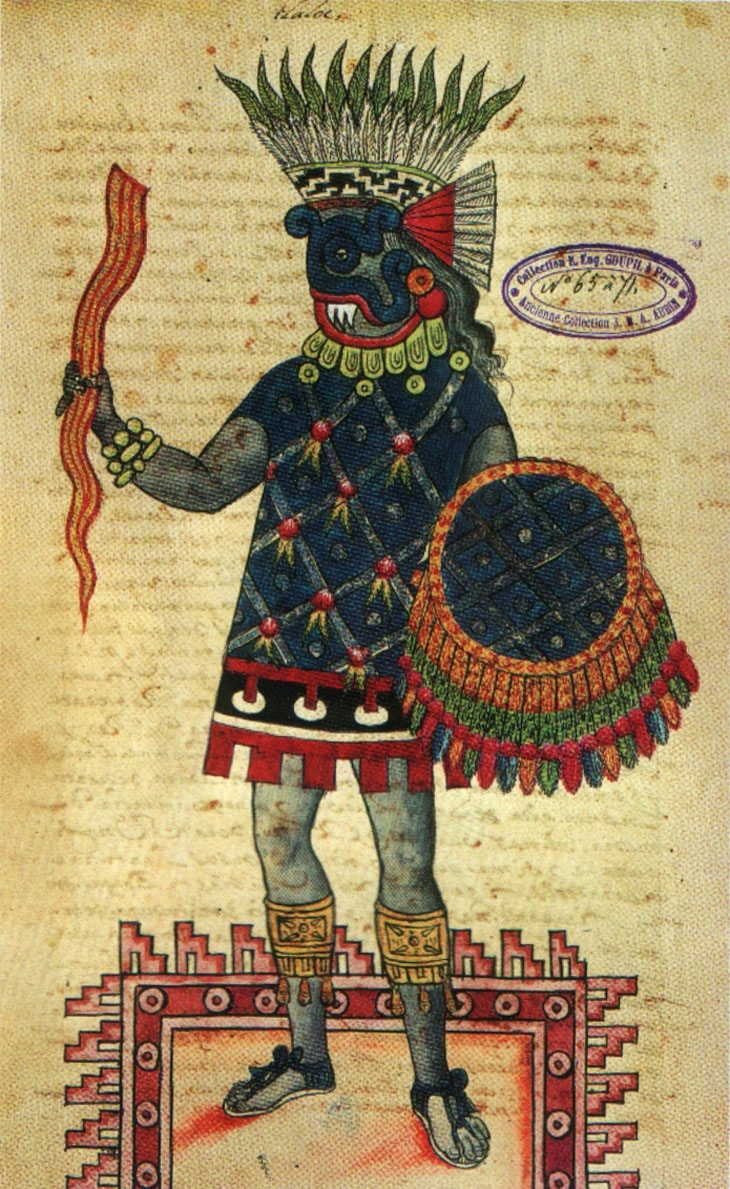
Tlaloc, Collection E. Eug. Goupil

Tlaloc var en regngud i mytologin hos toltek- och aztekindianerna i Mexiko. De ansåg att Tlaloc förorsakade såväl regn som torka.
Tlaloc var en av de viktigaste gudarna och han tillbads närmast nitiskt, bland annat med människooffer i form av spädbarn. Hos aztekerna utvecklades han till en gud som också förknippades med berg och vattendrag.
Den mest kända avbildningen av Tlaloc är en stor stenstod cirka 5 m hög som numera står utanför infarten till antropologiska museet i Mexico City. Enligt myten kom en av de största rengskurarna någonsin när stoden flyttades från upptäcktsplatsen till sin nuvarande plats.
Det är framför statyn av Tlaloc som Sasparilla Godzilla snubblar i inledningen till romanen Illuminatus! av Robert Anton Wilson och Robert Shea.